# Communauté d’agglomération Versailles Grand Parc
Die Communauté d’agglomération Versailles Grand Parc ist ein französischer Gemeindeverband mit der Rechtsform einer Communauté d’agglomération in den Départements Yvelines und Essonne der Region Île-de-France. Der Gemeindeverband wurde am 8. November 2002 gegründet und umfasst 18 Gemeinden. Der Verwaltungssitz befindet sich in der Stadt Versailles. Eine Besonderheit liegt in der Département-übergreifenden Struktur der Mitgliedsgemeinden.

## Mitgliedsgemeinden
| Gemeinde                                         | Einwohner 1. Januar 2022 | Fläche km² | Dichte Einw./km² | Code INSEE | Postleitzahl | Département |
| ------------------------------------------------ | ------------------------ | ---------- | ---------------- | ---------- | ------------ | ----------- |
| Bailly                                           | 3.690                    | 6,53       | 565              | 78043      | 78870        | Yvelines    |
| Bièvres                                          | 4.700                    | 9,69       | 485              | 91064      | 91570        | Essonne     |
| Bois-d’Arcy                                      | 16.225                   | 5,48       | 2.961            | 78073      | 78390        | Yvelines    |
| Bougival                                         | 9.083                    | 2,76       | 3.291            | 78092      | 78380        | Yvelines    |
| Buc                                              | 5.868                    | 8,07       | 727              | 78117      | 78530        | Yvelines    |
| Châteaufort                                      | 1.540                    | 4,88       | 316              | 78143      | 78117        | Yvelines    |
| Fontenay-le-Fleury                               | 13.640                   | 5,43       | 2.512            | 78242      | 78330        | Yvelines    |
| Jouy-en-Josas                                    | 7.985                    | 10,14      | 787              | 78322      | 78350        | Yvelines    |
| La Celle-Saint-Cloud                             | 20.440                   | 5,82       | 3.512            | 78126      | 78170        | Yvelines    |
| Le Chesnay-Rocquencourt                          | 31.064                   | 7,02       | 4.425            | 78158      | 78150        | Yvelines    |
| Les Loges-en-Josas                               | 1.655                    | 2,48       | 667              | 78343      | 78350        | Yvelines    |
| Noisy-le-Roi                                     | 7.597                    | 5,43       | 1.399            | 78455      | 78590        | Yvelines    |
| Rennemoulin                                      | 107                      | 2,22       | 48               | 78518      | 78590        | Yvelines    |
| Saint-Cyr-l’École                                | 20.451                   | 5,01       | 4.082            | 78545      | 78210        | Yvelines    |
| Toussus-le-Noble                                 | 1.176                    | 4,02       | 293              | 78620      | 78117        | Yvelines    |
| Vélizy-Villacoublay                              | 22.481                   | 8,93       | 2.517            | 78640      | 78140        | Yvelines    |
| Versailles                                       | 83.918                   | 26,18      | 3.205            | 78646      | 78000        | Yvelines    |
| Viroflay                                         | 16.943                   | 3,49       | 4.855            | 78686      | 78220        | Yvelines    |
| Communauté d’agglomération Versailles Grand Parc | 268.563                  | 123,58     | 2.173            | –          | –            | –           |

## Gemeindeveränderungen
- 2019: Fusion von Le Chesnay und Rocquencourt → Le Chesnay-Rocquencourt